# Columna de la Victoria
La Columna de la Victoria (en alemán: Siegessäule), en Berlín, es una monumental columna ubicada en el parque Tiergarten del centro de la capital de Alemania.

## Historia
La construcción de la columna se inició para conmemorar la victoria de Prusia en alianza con el Imperio austríaco contra Dinamarca en la Guerra de los Ducados de 1864.
Cuando la obra fue terminada e inaugurada en 1874, Prusia había obtenido nuevas victorias en la Guerra de las Siete Semanas contra el Imperio austriaco en 1866 y la Guerra franco-prusiana contra el Imperio de Napoleón III. De esta forma la columna pasó a conmemorar también estas otras dos victorias.
Inicialmente erigida frente al edificio del Reichstag, en medio de la Königsplatz (ahora Platz der Republik), la columna fue trasladada a su ubicación actual (junto con las estatuas de Moltke y Roon, que se encontraban en la misma plaza) durante la Alemania Nazi, durante los trabajos preliminares para la remodelación de Berlín, conservándose en pie tras el final de la Batalla de Berlín de la Segunda Guerra Mundial. Al terminar dicho conflicto, Francia quiso dinamitar el monumento, pero no pudo por el veto angloestadounidense. Aun así, los franceses se llevaron los relieves que aludían a su derrota.

## Características
Sus 69 metros se alzan en pleno Tiergarten, exactamente en una rotonda (del alemán: Großer Stern ‘Gran estrella’) que une cinco grandes avenidas de la capital alemana.
Se puede acceder a un mirador subiendo los 285 escalones en caracol de su interior.

## En la cultura popular
La estatua dorada de Niké que la corona inspiró el éxito de Paul van Dyk For an Angel (1998); aparece en el video de U2 Stay (Faraway, So Close!), en la película El cielo sobre Berlín del galardonado Wim Wenders se presenta como punto de reunión para ángeles mientras que en la película de Marvel Studios: Capitán América: Civil War  se aprecia la columna desde una toma aérea.
También aparece en el anime Ghost in the shell: stand alone complex 2nd. En el capítulo 18, dónde Batou y la mayor Kusanagui tienen una misión en Berlín. Allí se ve la estatua en la mayor parte del capítulo.

## Galería

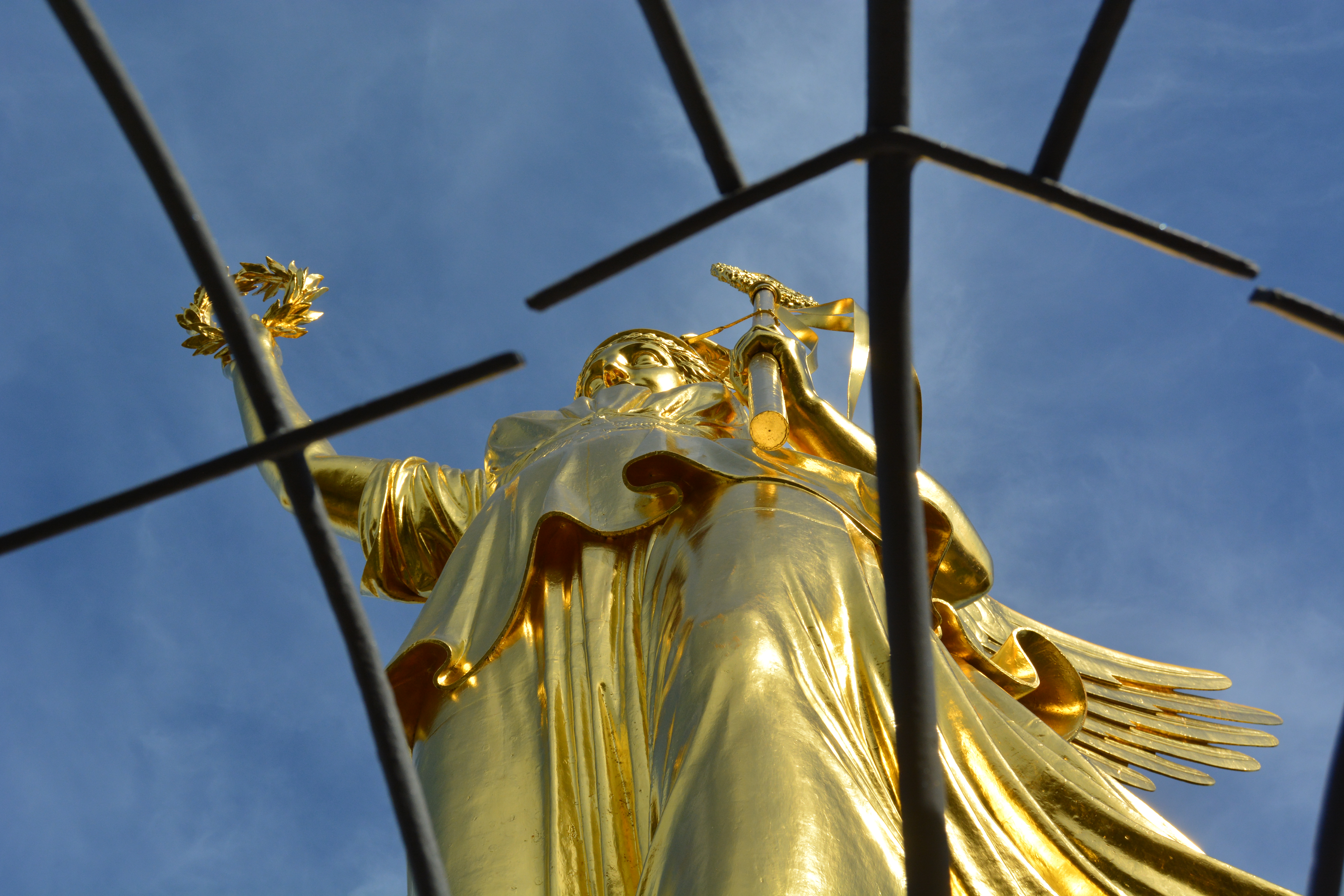
Diosa Nike en la Columna de la Victoria en Berlín, noviembre de 2022

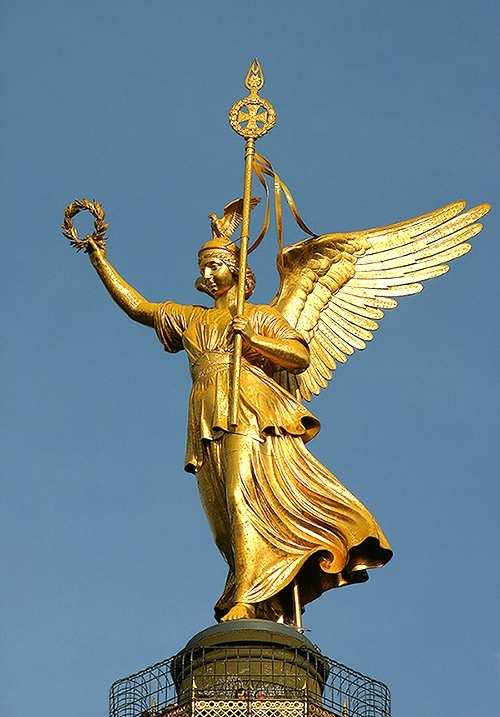
Estatua de la diosa Victoria o Gold-Else (Isabelita de Oro) como se le conoce en la ciudad.
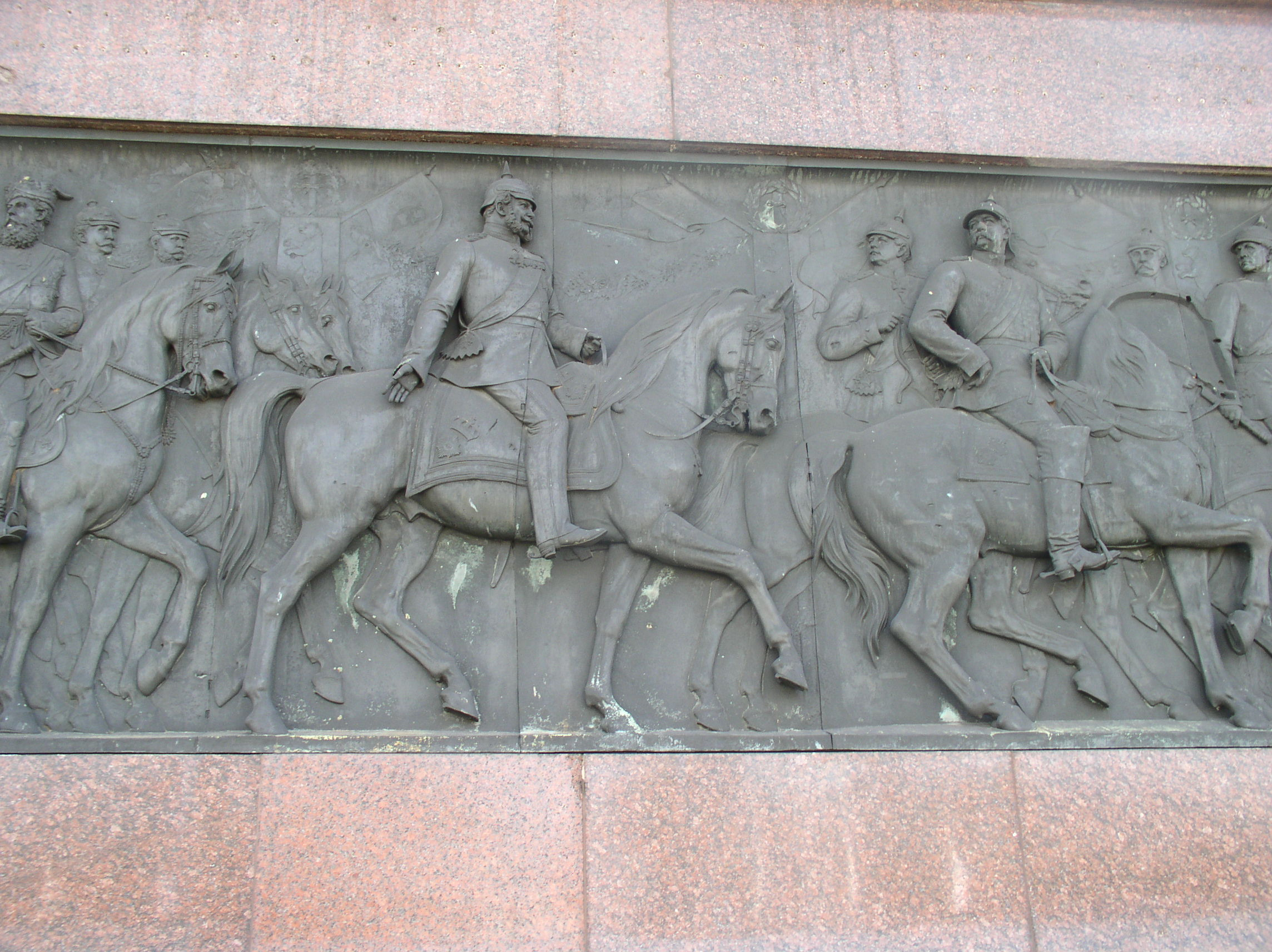
Guillermo I de Alemania (izquierda) y Otto von Bismarck representados en la parte baja de la columna.
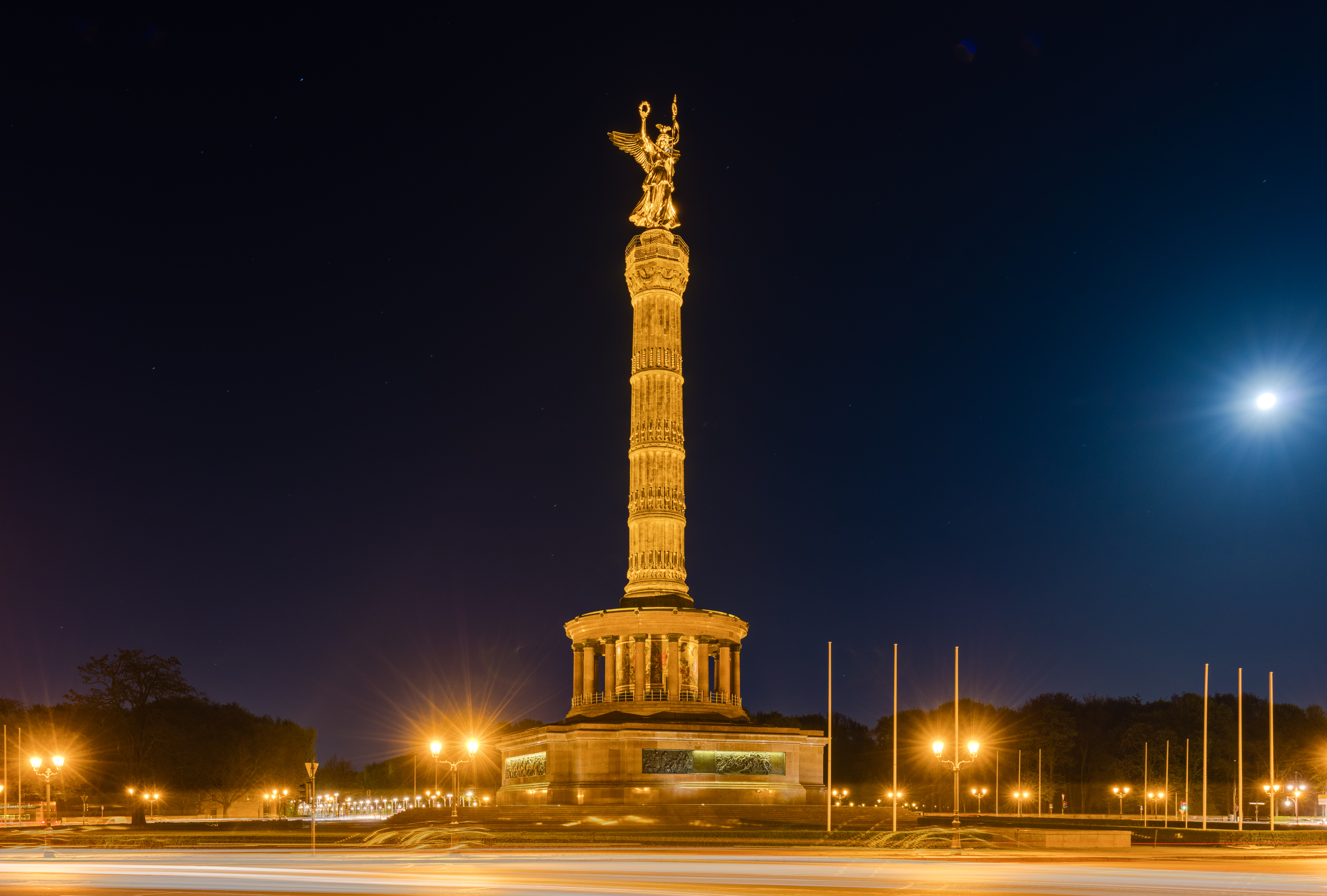
Vista nocturna
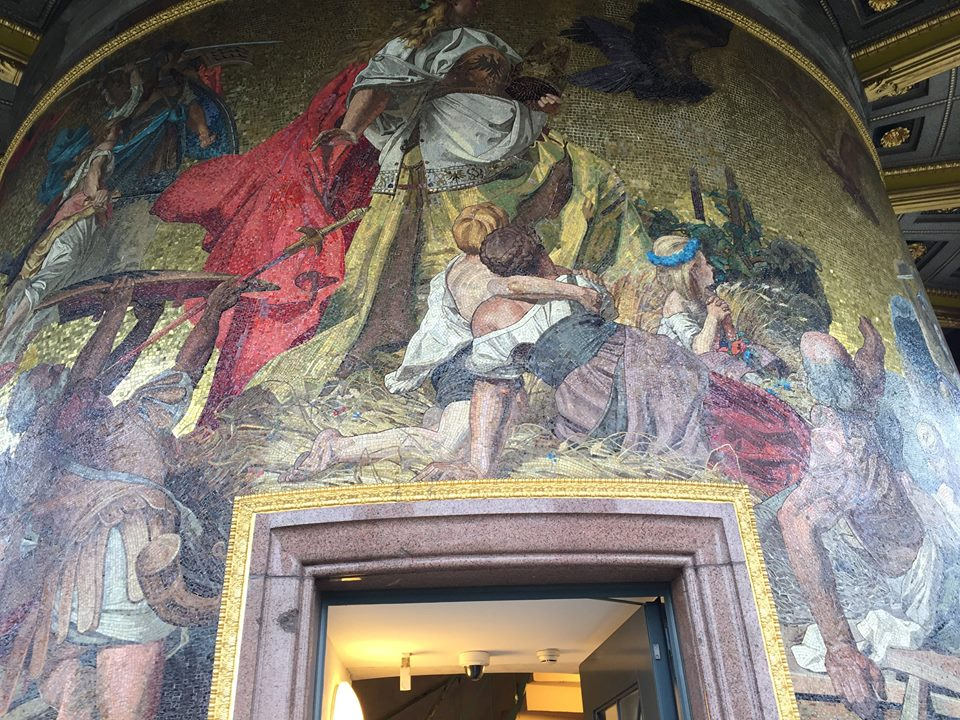
Mosaicos sobre la puerta de salida hacia las columnas de la base
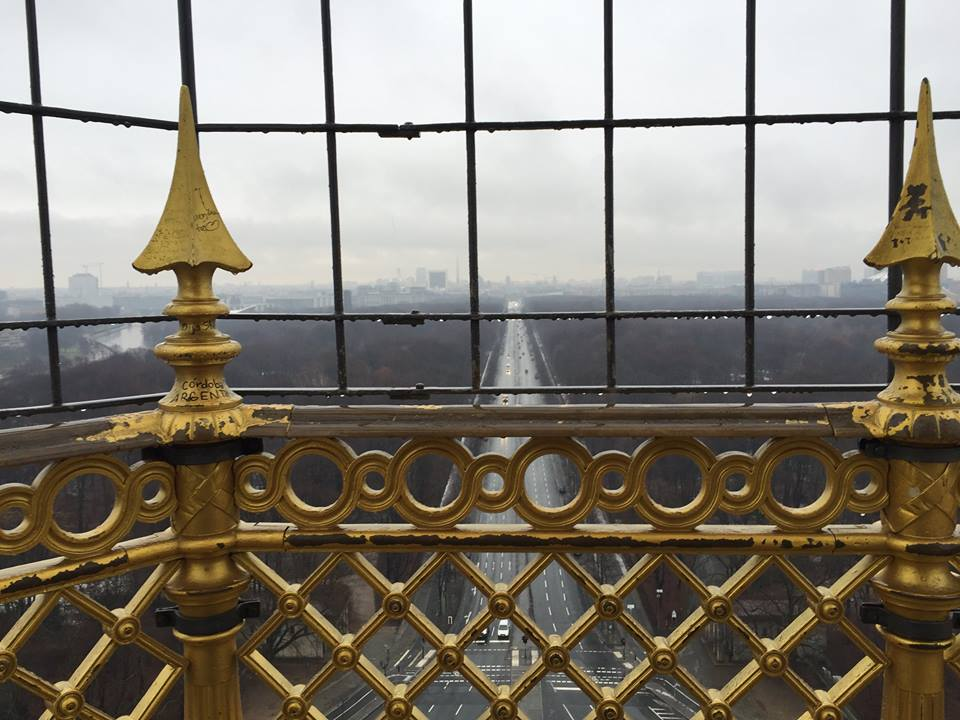
Mirador al pie de la estatua.
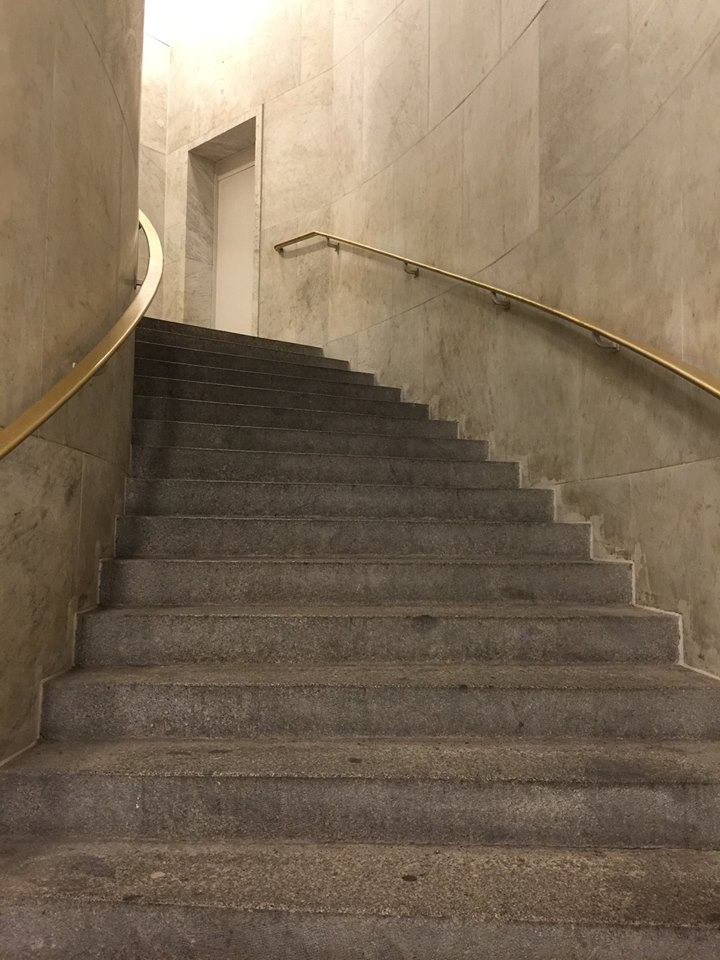
Escalera interior hacia la estatua.